# Oskar Jäger

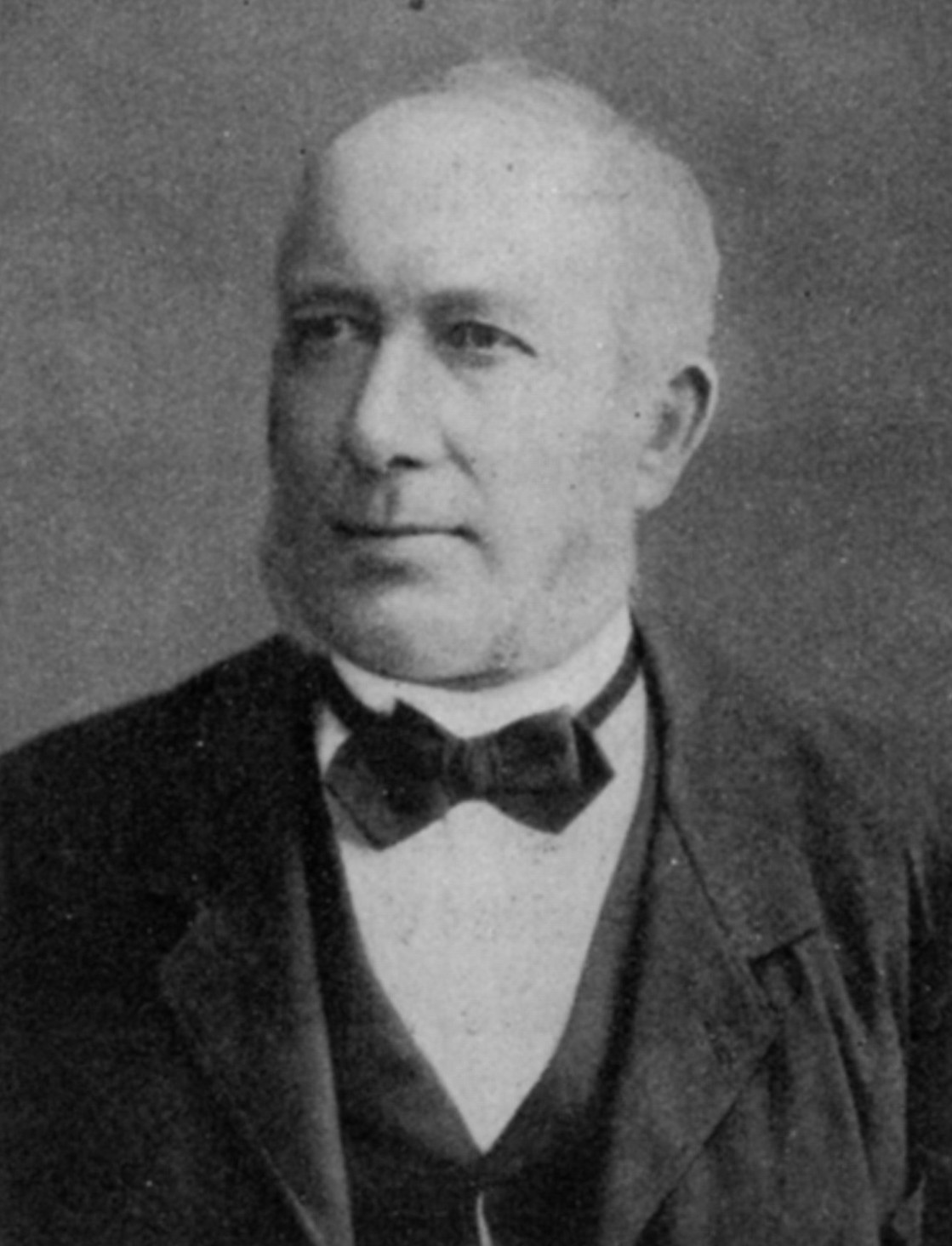
Oskar Jäger

Oskar Jäger (* 26. Oktober 1830 in Stuttgart; † 2. März 1910 in Bonn) war ein deutscher Historiker und Pädagoge. 

## Leben
Oskar Jäger war ein Sohn des Obermedizinalrats Georg Friedrich Jäger und dessen Ehefrau, einer Schwester des Dichters Gustav Schwab. Er begann vorerst ein protestantisches Theologiestudium, führte aber in der Folge zahlreiche Studienreisen nach Frankreich und England durch. So studierte er Philologie an der Universität Tübingen und war nach dem Examen 1852–54 als Privatlehrer tätig. Als Student wurde er Mitglied der Tübinger Königsgesellschaft Roigel. Nach Wanderjahren 1854–55 wurde er 1855 Gymnasiallehrer in Stuttgart, dann in Ulm, 1859 in Wetzlar, 1862 Rektor des Progymnasiums Adolfinum in Moers und 1865 Direktor des Friedrich-Wilhelm-Gymnasium (Köln). Er war 1890 bis 1907 Vorsitzender des Deutschen Gymnasialvereins. 1901 wurde er zum ordentlichen Honorarprofessor für Pädagogik an der Universität Bonn ernannt.
Seine Schrift über den Deutsch-Französischen Krieg, die 1876 in die rheinischen Schulen kam, brachte ihm Kritik von den Ultramontanisten ein. Seine geschichtsdidaktischen Arbeiten sind geprägt von einer Abbilddidaktik, die das wissenschaftliche Wissen an die Schüler nur unwesentlich vermindert weitergeben möchte. Diese extreme Wissenschaftsorientierung stand im Gegensatz zur Rezeption erziehungswissenschaftlicher Kategorien im Schulunterricht.
In Köln wurde Oskar Jäger mit der Benennung einer Straße im Stadtbezirk Lindenthal geehrt.

## Schriften (Auswahl)
- John Wyclif und seine Bedeutung für die Reformation. Eduard Anton, Halle 1854 (Vollansicht in der Google-Buchsuche).
- Geschichte der Römer. 5. Auflage. C. Bertelsmann, Gütersloh 1884 (Vollansicht in der Google-Buchsuche – Erstausgabe:  1861).
- Geschichte der Griechen. 4. Auflage. C. Bertelmann, Gütersloh 1882 (Vollansicht in der Google-Buchsuche – Erstausgabe:  1866).
- Die Punischen Kriege, nach den Quellen erzählt, 3 Bände, Halle 1869–1870.
- Gymnasium und Realschule erster Ordnung, Mainz 1871.
- Hülfsbuch für den ersten Unterricht in Alter Geschichte, 4. Aufl., Kunze, Mainz 1873 (Digitalisat)
- Geschichte der neuesten Zeit vom Wiener Kongreß bis zur Gegenwart, 3 Bände, Oberhausen 1874–75, zusammen mit Theodor Creizenach ist es eine neue Bearbeitung von F. Chr. Schlossers Weltgeschichte.
- Abriss der neuesten Geschichte, Kunze, Mainz 1875 (Digitalisat)
- Bemerkungen über den geschichtlichen Unterricht, 2. Aufl., Kunze, Wiesbaden 1882 (Digitalisat)
- Weltgeschichte, 4 Bände, Bielefeld und Leipzig 1887–1881.
- Aus der Praxis. Ein pädagogisches Testament, Wiesbaden 1883; 2. Auflage 1885.
- Didaktik und Methodik des Geschichtsunterrichts, München 1895.
- Historisches Hilfsbuch für die oberen Klassen der Gymnasien und Realschulen (Teil 1-3) (Digitalisat)